# ジェイソン・シャッケル
ジェイソン・シャッケル（Jason Shackell 、1983年9月27日 - ）は、イングランド・スティーブニッジ出身の元プロサッカー選手。現役時代のポジションは、DF。

## 経歴

### クラブ
ノリッジ・シティFCでプレーを始め、2003年4月のダービー・カウンティFC戦でトップチームデビュー。2003-04シーズン、チームはファーストディビジョンを2位で終えプレミアリーグ昇格を達成した。ファーストディビジョン降格後もチームに残り、2006-07シーズンにはキャプテンに任命された。しかしシーズン途中に新監督が就任すると、構想外となり移籍を志願した。
2008年9月、ウルヴァーハンプトン・ワンダラーズFCに移籍。しかし定位置を確保できず、2度レンタル移籍した後、バーンズリーFCに放出された。
2011年6月、ダービー・カウンティFCに移籍。2011-12シーズンは全試合に出場し、シーズン終了後のサポーター投票で準MVPに選ばれた。
2012年7月、バーンズリーFCに移籍。移籍後すぐにキャプテンに就任。2013-14シーズン、チームはチャンピオンシップを2位で終えプレミアリーグ昇格を果たした。自身もチャンピオンシップの年間ベストイレブンに選出された。
2015年7月、古巣のダービー・カウンティに復帰。
2018年8月9日、リンカーン・シティFCに移籍。

## 所属クラブ
ユース
- ノリッジ・シティFC 2000-2003

プロ
- ノリッジ・シティFC 2003-2008
- ウルヴァーハンプトン・ワンダラーズFC 2008-2010

→ノリッジ・シティFC 2009 (loan)
→ドンカスター・ローヴァーズFC 2009-2010 (loan)
- バーンズリーFC 2010-2011
- ダービー・カウンティFC 2011-2012
- バーンリーFC 2012-2015
- ダービー・カウンティFC 2015-2018

→ミルウォールFC 2018 (loan)
- リンカーン・シティFC 2018-2020

## タイトル

### クラブ
ノリッジ・シティ
- フットボールリーグ・ファーストディビジョン: 2003–04[11]

ウルヴァーハンプトン・ワンダラーズ
- フットボールリーグ・チャンピオンシップ: 2008–09[11]

### 個人
- フットボールリーグ・チャンピオンシップ年間ベストイレブン : 2013–14[12]